# Kem, Nga
Huyện Kem' (tiếng Nga: ? райо́н) là một huyện hành chính tự quản (raion), của Cộng hòa Karelia, Nga. Huyện có diện tích RU.KI.KR kilômét vuông, dân số thời điểm ngày 1 tháng 1 năm 2000 là 16700 người. Trung tâm của huyện đóng ở Kem'.